# 常山県
常山県（じょうざん-けん）は中華人民共和国浙江省に位置する省直轄の県であり、しばらくの間、衢州市の代理管轄下に置かれている。

## 行政区画
- 街道：天馬街道、紫港街道、金川街道
- 鎮：白石鎮、青石鎮、招賢鎮、球川鎮、輝埠鎮、芳村鎮
- 郷：何家郷、同弓郷、大橋頭郷、新昌郷、東案郷

## 交通

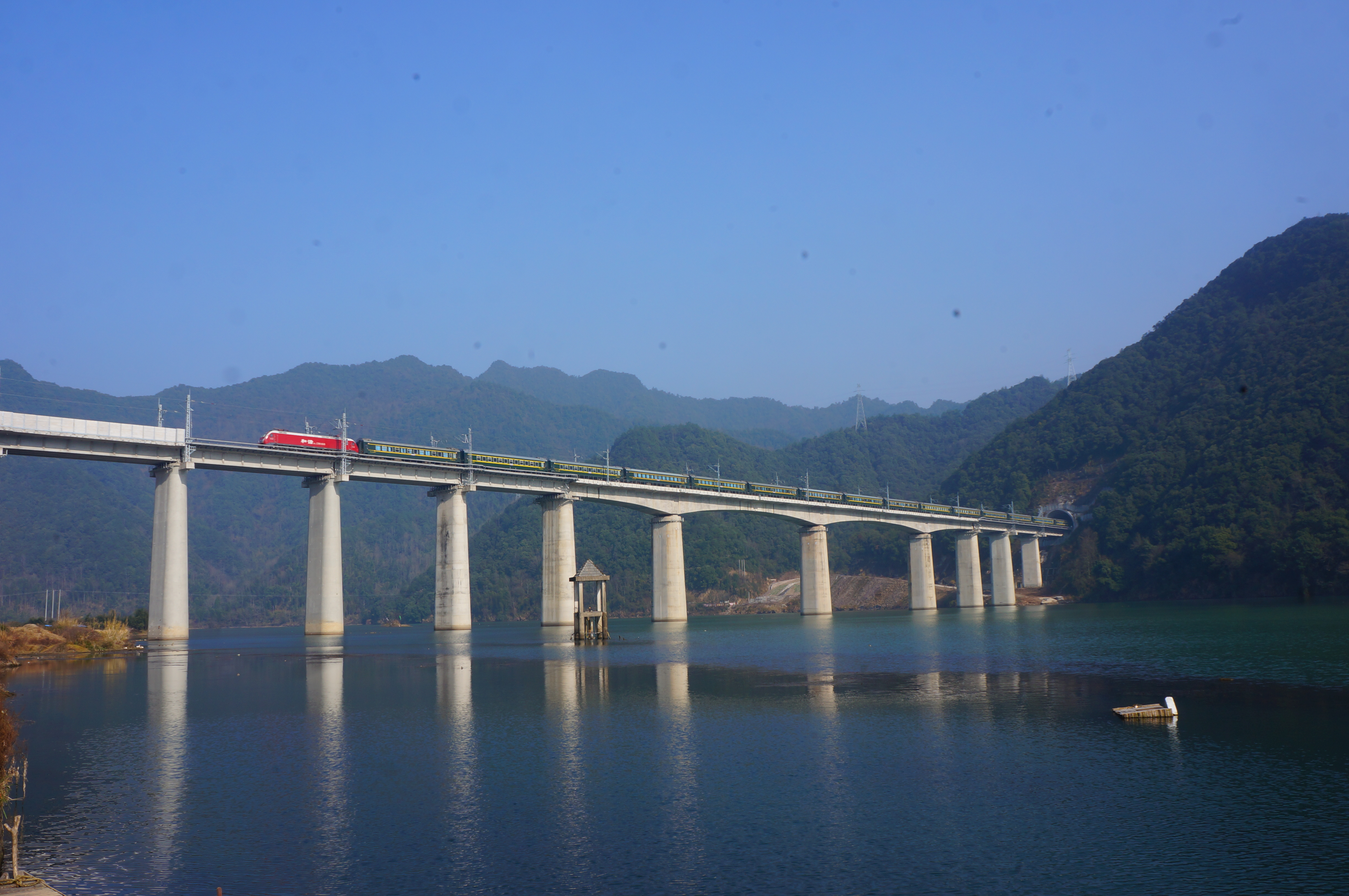
常山江を渡る衢九線快速列車

### 鉄道
- 中国鉄路総公司
  - 衢九線
    - 常山駅

### 道路
- 高速道路
  - 京台高速道路
  - 滬昆高速道路
  - 杭新景高速道路
- 国道
  - G205国道
  - G320国道